# TRL Awards
Les TRL Awards sont un événement organisé par l'émission de télévision Total Request Live sur MTV Networks en Italie.

## Les lieux et présentateurs
| Année | Lieu                  | Villa    | Présentateur                                      |
| ----- | --------------------- | -------- | ------------------------------------------------- |
| 2006  | Piazza del Duomo      | Milan    | Alessandro Cattelan et Giorgia Surina             |
| 2007  | Piazza del Duomo      | Milan    | Alessandro Cattelan                               |
| 2008  | Piazza del Plebiscito | Naples   | Alessandro Cattelan et Elena Santarelli           |
| 2009  | Piazza Unità d'Italia | Trieste  | Carlo Pastore et Elisabetta Canalis               |
| 2010  | Porto Antico          | Gênes    | J Ax                                              |
| 2011  | Piazza Santa Croce    | Florence | Fabrizio Biggio, Francesco Mandelli et Nina Zilli |
| 2012  | Piazzale Michelangelo | Florence | Valentina Correani et Club Dogo                   |

## Nommés gagnants

### 2006
- First Lady: Avril Lavigne
- Man of the Year: Lee Ryan
- Best Group: t.A.T.u.
- Best New Artist: Hilary Duff
- Best Riempi-Piazza: Gemelli Diversi
- Miglior Cartellone: Il più artistico
- Best "Verrei ma non posso": Cast O.C.
- Best Lacrima Award: Jesse McCartney
- Best TRL City: Milan
- Miglior Momento Divertente: Bloodhound Gang
- Italians Do It Better: Negramaro
- Best Number One of the Year: Lee Ryan - Army of Lovers

### 2007
- First Lady: Hilary Duff
- Man of the Year: Tiziano Ferro
- Best Band: My Chemical Romance
- Best New Artist: Thirty Seconds to Mars
- Best Riempi-Piazza: Tiziano Ferro
- Best Movie: Notte prima degli esami - Oggi
- Best Live Moment: Zero Assoluto - Sei parte di me (Syracuse)
- Best Cartello: Jacopo & Paolo - Turin "Gli ospiti di oggi"
- Best Lacrima Award: Finley
- Italians Do It Better: Finley
- Best TRL History: Nek
- Best Number One of the Year: Finley - Diventerai una star

### 2008
- First Lady: Avril Lavigne
- Man of the Year: Tiziano Ferro
- Best Band: Tokio Hotel
- Best New Artist: Sonohra
- Best Riempi-Piazza: Finley
- Best Movie: Come tu mi vuoi
- Best Cartello: Matteo, Mattia, Francesca e Lorenzo - Florence Thirty Seconds to Mars
- Best Coppia Blockbuster: Michelle Hunziker et Fabio De Luigi
- Best TRL History: Max Pezzali
- Best Number One of the Year: Tokio Hotel - Monsoon

### 2009
- First Lady: Hilary Duff
- Man Of The Year: Marco Carta
- Best Band: Lost (en)
- Best New Artist: dARI
- Best Riempi-Piazza: Sonohra
- Best Movie : Twilight
- Best Cartello: Jonas Brothers
- Best Event In Milan of the Year: Jonas Brothers
- Italians Do It Better: Gemelli Diversi
- Best TRL History: Cesare Cremonini
- Best TRL Artist of the Year: Tokio Hotel
- Best Number One of the Year: Marco Carta - La Forza Mia

### 2010
- Best International Act: Justin Bieber
- Best New Generation: Broken Heart College
- Best Look: dARI
- Best Movie: Avatar
- Best Fan Club: Lost (en)
- My TRL Video: Valerio Scanu - Per tutte le volte che...
- MTV First Lady: Malika Ayane
- MTV Man of the Year: Marco Mengoni
- MTV Best Band: Muse

### 2011
- Best Look: Avril Lavigne
- Best MTV Show: I soliti idioti
- Best new act: Modà
- Hot&sexy Award: Robert Pattinson
- Too much Award: Luciano Ligabue
- Wonder Woman Award: Lady Gaga
- Superman Award: Fabri Fibra
- Best band: Thirty Seconds to Mars
- Best talent show Artist: Marco Carta
- Italians do it Better: Modà
- TRL History Award: Zero Assoluto
- First Lady Award: Nina Zilli

### 2012
- Best Look: Justin Bieber
- Best MTV Show: I soliti idioti
- Best New Generation: Emis Killa
- Wonder Woman Award: Laura Pausini
- Superman Award: Marco Mengoni
- Best Band: Modà
- Italians do it better: Emma Marrone
- Best Fan: Big Bang
- Best Tormentone: Michel Teló - Ai se eu te pego
- Best Video: LMFAO featuring Lauren Bennett et GoonRock - Party Rock Anthem
- MTV History Award: Subsonica